# Jason Wiemer
Jason Earl Wiemer (* 14. April 1976 in Kimberley, British Columbia) ist ein ehemaliger kanadischer Eishockeyspieler, der im Verlauf seiner aktiven Karriere zwischen 1992 und 2006 unter anderem 745 Spiele für die Tampa Bay Lightning, Calgary Flames, Florida Panthers, New York Islanders, Minnesota Wild und New Jersey Devils in der National Hockey League auf der Position des Centers bestritten hat.

## Karriere
Jason Wiemer begann seine Laufbahn 1991 bei den Kimberley Dynamiters in der Rocky Mountain Junior Hockey League und setzte seine Karriere ein Jahr später bei den Portland Winter Hawks in der Western Hockey League fort, wo er drei Jahre spielte. Wiemer wurde beim NHL Entry Draft 1994 in der ersten Runde als achter Spieler von den Tampa Bay Lightning gedraftet. In der Saison 1994/95 hatte er noch 16 Einsätze für die Portland Winter Hawks in der WHL, doch er bestritt auch 36 Spiele für die Lightning in der National Hockey League, schoss ein Tor und sammelte fünf Punkte. In den zwei folgenden Saisons übertraf er diese Punktewerte und Wiemer hatte jeweils über 60 Einsätze. In der Saison 1997/98 zählte er mittlerweile zu den Stammspielern in Florida, doch am 24. März 1998 wurde er in einem Tauschgeschäft mit Sandy McCarthy zu den Calgary Flames transferiert. Bis Saisonende erzielte Wiemer fünf Punkte in zwölf Spielen für die Flames und er ging als Stammspieler in die folgende Saison.
Am 24. Juni 2001 wurde er zu den Florida Panthers transferiert. Dort schaffte Wiemer die punktbeste NHL-Saison seiner Karriere mit 31 Scorerpunkten in 70 Spielen, womit er in jener Saison der viertbeste Scorer der Florida Panthers war. Dennoch verließ er nach nur einem Jahr das Team, da er am 3. Juli 2002 zu den New York Islanders transferiert wurde, die Branislav Mezei zu den Panthers tradeten. Auch in New York konnte er sich nicht längerfristig einen Stammplatz erspielen und nach einer soliden ersten Saison wurde er im November 2003 auf die Waiverliste gesetzt und von den Minnesota Wild ausgewählt. Im August 2004 unterschrieb Wiemer einen Vertrag bei den Calgary Flames, für die er bereits von 1998 bis 2001 gespielt hatte. Die Saison 2004/05 wurde wegen eines Lockouts abgesagt. Danach stand er in 33 Spielen für die Flames im Einsatz, schoss ein Tor und gab zwei Torvorlagen. Im März 2006 wurde er für einen Viertrunden-Pick zu den New Jersey Devils transferiert, für die er noch 24 Spiele bestritt und ein Tor schoss.
Wiemer galt während seiner Karriere als ein physisch starker Spieler, der auch körperliche Auseinandersetzungen nicht scheute und wegen seiner harten Spielweise viele Minuten auf der Strafbank verbrachte.

## Karrierestatistik
(Legende zur Spielerstatistik: Sp oder GP = absolvierte Spiele; T oder G = erzielte Tore; V oder A = erzielte Assists; Pkt oder Pts = erzielte Scorerpunkte; SM oder PIM = erhaltene Strafminuten; +/− = Plus/Minus-Bilanz; PP = erzielte Überzahltore; SH = erzielte Unterzahltore; GW = erzielte Siegtore; 1 Play-downs/Relegation; Kursiv: Statistik nicht vollständig)